# Michael Wadleigh
Michael Wadleigh (* 24. September 1939 in Akron, Ohio) ist ein US-amerikanischer Kameramann und Filmregisseur, der durch den Dokumentarfilm Woodstock über das gleichnamige Musikfestival bekannt geworden ist.

## Leben und Werk
Seine ersten Sporen verdiente sich Michael Wadleigh im Filmgeschäft als Kameramann der im Jahr 1967 entstandenen Independentfilme David Holzmans Tagebuch und Wer klopft denn da an meine Tür?  sowie My Girlfriend’s Wedding (1969), an denen er unter dem Namen Michael Wadley beteiligt war.
Weltweit bekannt sollten sein eigentlicher Name sowie seine erste Regiearbeit ein Jahr später werden. Wadleigh und seine Crew waren im August 1969 mit mehr als tausend Filmrollen zum Woodstock-Festival angereist, und mit Woodstock kam im Folgejahr die Filmdokumentation über dieses bedeutende Musikereignis in die Kinos. Mehr als zwanzig Kameraleute hatten dafür insgesamt mehr als 200 Kilometer Filmmaterial belichtet. Daraus entstand anschließend die erste Filmfassung mit einer Länge von 184 Minuten. Am Schnitt war unter anderem auch Martin Scorsese beteiligt, der die Regie zuvor an Wadleigh abgegeben haben soll.
Dieser mit einem geschätzten Budget von 600.000 US-Dollar produzierte Film entwickelte sich bereits in den ersten Wochen zu einem riesigen finanziellen Erfolg. Bislang sind allein für den US-Markt Erlöse in Höhe von 50 Millionen US-Dollar aus dem Kinovertrieb sowie mehr als 16 Millionen US-Dollar aus dem Videogeschäft nachgewiesen. Obwohl auch als Ko-Inhaber der Produktionsfirma beteiligt, hat Wadleigh wegen eines für ihn wenig lukrativen Vertrags mit dem Verleiher Warner Bros. davon allerdings nur in vergleichsweise bescheidenem Umfang profitiert. Immerhin konnte er sich in der Folge jedoch damit „trösten“, dass der Film im Jahr 1971 mit dem Oscar für den besten Dokumentarfilm ausgezeichnet und im Jahr 1996 als besonders erhaltenswerte Filmproduktion in das National Film Registry aufgenommen worden ist.
Die zeitgeschichtliche Bedeutung des Festivals bzw. Films schätzte Wadley später selbst mit den folgenden Worten ein: „Woodstock is pretty timeless. The general human condition – war, peace, the generation gap, human rights, our relationship with the Earth – can all be looked at within a kind of metaphorical construct called Woodstock. I think more and more people are describing the film Woodstock as an epic. You know, as the sort of left-wing version of Triumph of the Will. (Woodstock ist ein zeitloser Begriff. Menschheitsfragen wie Krieg und Frieden, der Generationenkonflikt, die Menschenrechte sowie unsere Beziehung zur Erde können anhand des metaphorischen Gebildes namens Woodstock beleuchtet werden. Außerdem denke ich, dass immer mehr Menschen diesen Film als Epos verstehen. Und zwar sogar als eine Art linkes Gegenstück zum Film Triumph des Willens.)“
Nach dem Erfolg mit seiner ersten Regiearbeit sollte es einige Jahre dauern, bis von Wadleigh wieder etwas auf der Leinwand zu sehen war. Zunächst war sein Name im Abspann von Janis, einer Dokumentation über Janis Joplin aus dem Jahr 1974, zu lesen, weil einige Jahre zuvor entstandenes Material von ihm gedreht worden war. Anschließend trat er erst wieder 1981 als Regisseur von Wolfen in Erscheinung. Dieser Horrorfilm mit ökologischer Botschaft fiel in den Kinos zwar zunächst durch, entwickelte sich im Zuge der Video- und Fernsehauswertung aber später über die einschlägige Fanszene hinaus zu einem geachteten Vertreter seines Genres.
Im Filmgeschäft ist Wadleigh seitdem nur noch im Zusammenhang mit der Verwertung von Woodstock-Material aus dem Jahr 1969 in Erscheinung getreten. Und zwar mit Woodstock – The Lost Performances (1990), dem Director’s Cut zu Woodstock (1994), und der Dokumentation Jimi Hendrix: Live at Woodstock (1999).
Schwerpunktmäßig betätigte er sich in den folgenden Jahren unter anderem in Projekten zur datenbankgestützten Musikdokumentation, von 2000 bis 2003 als Betreiber eines in New Hampshire ansässigen Radiosenders und danach als Leiter eines Unternehmens für Lernprogramme. Außerdem engagierte er sich für die gemeinnützige Gritty Organization und für die Organisation Physicians for Human Rights, die er bei der Produktion eines im November 2005 erschienenen Fotobandes über den Darfur-Konflikt unterstützte.

## Filmografie
- 1967: David Holzmans Tagebuch (David Holzman’s Diary) – Kamera
- 1967: Wer klopft denn da an meine Tür? (I Call First) – Kamera
- 1969: My Girlfriend’s Wedding – Kamera
- 1970: Woodstock – Regie, Kamera und Schnitt
- 1974: Janis – Kamera
- 1981: Wolfen – Regie, Drehbuch und Nebenrolle
- 1990: Woodstock – The Lost Performances – Regie, Kamera und Schnitt
- 1994: Woodstock – Director’s Cut – Regie, Kamera und Schnitt
- 1999: Jimi Hendrix: Live at Woodstock – Regie und Kamera

## Auszeichnungen
Für die Regie von Wolfen ist Wadleigh 1982 mit dem Special Jury Award des Avoriaz Fantastic Film Festival ausgezeichnet worden. Für die Regie und das Drehbuch dieses Films war er im selben Jahr außerdem für den Saturn Award nominiert.